# A2SEA
A2SEA mit Sitz in  Fredericia war ein dänisches Unternehmen, das sich auf technische Dienstleistungen im Bereich der Offshore-Windenergietechnik spezialisiert hat und hierfür unter anderem als Reederei mehrere Errichterschiffe betrieb. A2SEA war zu 51 % im Besitz des dänischen Energieversorgungsunternehmens Ørsted (Betreiber mehrerer Offshore-Windparks) und zu 49 % von Siemens Gamesa (Hersteller von Windkraftanlagen und anderer Ausrüstung von Offshore-Windparks). A2SEA wurde 2017 vom belgischen Konkurrenten GeoSea gekauft und 2019 schließlich in Deme Offshore integriert.

## Geschichte
Das Unternehmen wurde im Jahr 2000 gegründet. Für den Bau von Offshore-Windparks wurden 2001 und 2002 die Frachtschiffe Ocean Ady und Ocean Hanne unter Vertrag genommen und nach Vorgaben von A2SEA zu Errichterschiffen umgebaut. Dabei wurden u. a. Hubbeine und Bordkran nachgerüstet. Im Jahr 2002 wickelte A2SEA mit dem Offshore-Windpark Horns Rev mit 80 Windkraftanlagen sein erstes Projekt ab.
In den folgenden Jahren wuchs A2SEA durch Beteiligung an zahlreichen Offshore-Windpark-Projekten kontinuierlich und entwickelte sich zu einem Marktführer in der Branche. 2005 kaufte A2SEA die beiden oben genannten, zuvor nur gecharterten Schiffe und benannte sie um in Sea Energy und Sea Power. 2007 und 2008 kamen mit der Sea Jack und der Sea Worker noch zwei weitere Installationsschiffe hinzu. Im Jahr 2009 wurde A2SEA von Dong Energy gekauft. 2010 gab Dong eine Minderheitsbeteiligung von zunächst 32,8 % an Siemens Wind Power ab. Noch im selben Jahr wurde diese Beteiligung auf 49 % aufgestockt.
2010 gab A2SEA mit der Sea Installer ein fünftes Installationsschiff in Auftrag, das nach eigenen technischen Vorgaben gebaut und Ende 2012 fertiggestellt wurde. Anfang 2013 wurde das Errichterschiff beim Aufbau von Windenergieanlagen im Offshore-Windpark Gunfleet Sands eingesetzt, anschließend wurde es beim Aufbau von Offshore-Windpark Anholt in der dänischen Ostsee und Offshore-Windpark West of Duddon Sands in der Irischen See eingesetzt. 2012 erwarb A2SEA die Tochter CT Offshore, ein Spezialunternehmen für Seekabeltechnik.
Mitte 2017 wurde eine Vereinbarung zur Übernahme von A2SEA durch den belgischen Offshore-Dienstleister GeoSea getroffen.
2019 entschied DEME alle verbundenen Unternehmen mit Offshore-Aktivität (GeoSea, Tideway and A2SEA) in DEME Offshore zu integrieren.

## Produkte und Dienstleistungen
A2SEA bot Arbeitsschiffe, Personal und Werkzeuge sowie das dazugehörige Projektmanagement, die Planung und Logistik für die Errichtung und Wartung von Offshore-Windkraftanlagen. Neben den Windkraftanlagen installiert A2SEA auch sonstige elektrische und mechanische Anlagenteile von Offshore-Windparks wie Umspannplattformen, Windmessmasten und Seekabelverbindungen. Seit der Gründung im Jahr 2000 errichtete A2SEA mehr als 700 Offshore-Windkraftanlagen; dies entspricht etwa 60 % aller derartigen Anlagen weltweit (Stand 2012). A2SEA war somit Marktführer in diesem Geschäft.
Zu den zahlreichen Offshore-Windparks, an denen A2SEA mitgearbeitet hat, gehören unter anderem die folgenden Windparks. Unter den aufgeführten Windparks sind viele, an denen Dong und/oder Siemens als Betreiber und/oder als Hersteller beteiligt sind. A2SEA arbeitete aber auch für andere Auftraggeber.
| Windpark auf See     | Meer            | Land                   |
| -------------------- | --------------- | ---------------------- |
| Baltic 1             | Ostsee          | Deutschland            |
| Lillgrund            | Ostsee          | Schweden               |
| Nysted (Rødsand)     | Ostsee          | Dänemark               |
| Frederikshavn        | Kattegatt       | Dänemark               |
| Anholt               | Kattegat/Grenaa | Dänemark               |
| Sprogø               | Großer Belt     | Dänemark               |
| Horns Rev            | Nordsee         | Dänemark               |
| Prinses Amalia       | Nordsee         | Niederlande            |
| Egmond aan Zee       | Nordsee         | Niederlande            |
| Scroby Sands         | Nordsee         | Vereinigtes Königreich |
| Kentish Flats        | Nordsee         | Vereinigtes Königreich |
| Thanet               | Nordsee         | Vereinigtes Königreich |
| Gunfleet Sands       | Nordsee         | Vereinigtes Königreich |
| Greater Gabbard      | Nordsee         | Vereinigtes Königreich |
| London Array         | Nordsee         | Vereinigtes Königreich |
| Sheringham Shoal     | Nordsee         | Vereinigtes Königreich |
| Teesside             | Nordsee         | Vereinigtes Königreich |
| Burbo Bank           | Irische See     | Vereinigtes Königreich |
| Robin Rigg           | Irische See     | Vereinigtes Königreich |
| Walney               | Irische See     | Vereinigtes Königreich |
| Ormonde              | Irische See     | Vereinigtes Königreich |
| West of Duddon Sands | Irische See     | Vereinigtes Königreich |
| Gwynt y Môr          | Irische See     | Vereinigtes Königreich |
| Arklow Bank          | Irische See     | Irland                 |

## Flotte
Zur Flotte von A2SEA (ohne die Tochter CT Offshore) gehörten insbesondere fünf große Errichterschiffe:
| Name                            | IMO-Nr. | Baujahr, Bauwerft                                      | erworben                                            | Bild          |
| ------------------------------- | ------- | ------------------------------------------------------ | --------------------------------------------------- | ------------- |
| Sea Energy (vormals Ocean Ady)  | 8902046 | 1990/91 Orskov Yard, Frederikshavn Dänemark            | 2005 gekauft von Orion Rederierne / P.E.P. Shipping | Sea Energy    |
| Sea Power (vormals Ocean Hanne) | 9002049 | 1990/91 Orskov Yard, Frederikshavn Dänemark            | 2005 gekauft von Orion Rederierne / P.E.P. Shipping | Sea Power     |
| Sea Jack (vormals Jumping Jack) | 8767264 | 2003 Ravestein Deest und Shipyard de Donge Niederlande | 2007 gekauft von Mammoet van Oord                   | Sea Jack      |
| Sea Worker (vormals JB 109)     | 8769705 | 2008 Drydocks World SE Asia Singapur                   | 2008 gekauft von Jack-Up Barge B.V.                 | Sea Worker    |
| Sea Installer                   | 9646481 | 2012 COSCO Volksrepublik China                         | im Auftrag von A2SEA gebaut                         | Sea Installer |

Des Weiteren verfügte A2SEA über eine Reihe kleinerer Tenderboote für den Transport von Mannschaft und Ausrüstung. Auch dem Tochterunternehmen CT Offshore gehörten mehrere Arbeitsschiffe, insbesondere Kabelleger.